# Doença de Stargardt
A doença de Stargardt, ou fundus flavimaculatus, tem sido pouco relatada como uma doença genética recessiva autosomatica associada a degeneração macular juvenil que causa perda de visão progressiva, embora várias estirpes predominantes tenham sido relatadas. É a degenerescência macular juvenil hereditária mais comum.

## Sintomatologia
As pessoas afetadas pela doença de Stargardt sofrem de sensibilidade a luz forte; mesmo os dias nebulosos não oferecem conforto. À medida que a doença progride, pode dar origem a dor e diminuição da visão. A visão é afetada primeiro no centro do campo de visão, deixando a visão periférica intacta. Os sintomas, geralmente se desenvolvem antes dos 20 anos de idade, podendo ocorrer em alguns casos antes dos 10 e após os 30 anos, incluem visão ondulada, zonas cegas no campo de visão, visão turva, e dificuldade de adaptação a luz enfraquecida.

## Cuidados médicos e tratamentos
Atualmente não existem tratamentos, alguns pacientes usam óculos de sol que bloqueiam 100% da luz UV para abrandar o desenvolvimento da doença. Alguns médicos têm recomendado óculos com lentes coloridas que filtram comprimentos de onda de luz que estimulem os cones.

## História
A doença foi descoberta em 1909 por Karl Stargardt (1875-1927), um oftalmologista de Berlim. Stargardt estudou medicina na Universidade de Kiel, qualificando-se em 1899, se tornando mais tarde chefe da clinica de oftalmologia da Universidade de Bonn. 
Em 1997, foi descoberto que mutações no gene ABCA4 causam a doença de Stargardt. As mutações causam a produção de uma proteína disfuncional que não consegue realizar o transporte de energia de e para as células fotoreceptoras na retina. Essas células fotoreceptoras então degeneram, causando a perda de visão.

### Em Português
- http://www.stargardt.com.br/
- http://www.stargardtbrasil.com.br/

### Em Inglês
- «Rare Disorders: Stargardt's Disease». - um artigo muito detalhado
- «Stargardt's Disease». - da fundação "American Macular Degeneration Foundation"
- «Understanding Stargardt's»
- «Stargardt's Disease». de TheRetinaSource
- «Karl Stargardt». perfil em WhoNamedIt?